# Dhaka (India)
Dhaka is een notified area in het district Purba Champaran van de Indiase staat Bihar. 

## Demografie
Volgens de Indiase volkstelling van 2001 wonen er 32.618 mensen in Dhaka, waarvan 53% mannelijk en 47% vrouwelijk is. De plaats heeft een alfabetiseringsgraad van 38%. 